# Kompleks (film)
 For alternative betydninger, se Kompleks. (Se også artikler, som begynder med Kompleks)
Kompleks er en dansk kortfilm fra 2013, der er instrueret af Emil Ramos efter manuskript af ham selv og Hans Sanchez.

## Handling
Denne artikel mangler et handlingsreferat. Hjælp os med at skrive det.

## Medvirkende
- Tobias Mortensen
- Alexander Behrang Keshtkar
- Hassan Hussein
- Simon Bianchi
- Pia Mourier
- Jeppe Koudal Frostholm
- Raymund Møller
- Hans Sanchez
- Emil Ramos